# Gomméville
Gomméville ist eine französische Gemeinde mit 116 Einwohnern (Stand 1. Januar 2022) im Département Côte-d’Or in der Region Bourgogne-Franche-Comté. Sie gehört zum Arrondissement Montbard und zum Kanton Châtillon-sur-Seine.
Nachbargemeinden sind Mussy-sur-Seine im Norden, Charrey-sur-Seine im Südosten, Noiron-sur-Seine im Süden, Bouix im Südwesten und Molesme im Westen.

## Bevölkerungsentwicklung
| Jahr                       | 1962 | 1968 | 1975 | 1982 | 1990 | 1999 | 2008 | 2015 |
| -------------------------- | ---- | ---- | ---- | ---- | ---- | ---- | ---- | ---- |
| Einwohner                  | 186  | 198  | 194  | 161  | 142  | 132  | 148  | 139  |
| Quellen: Cassini und INSEE |      |      |      |      |      |      |      |      |

## Sehenswürdigkeiten
- Kirche Saint-Antoine, Monument historique seit 1991

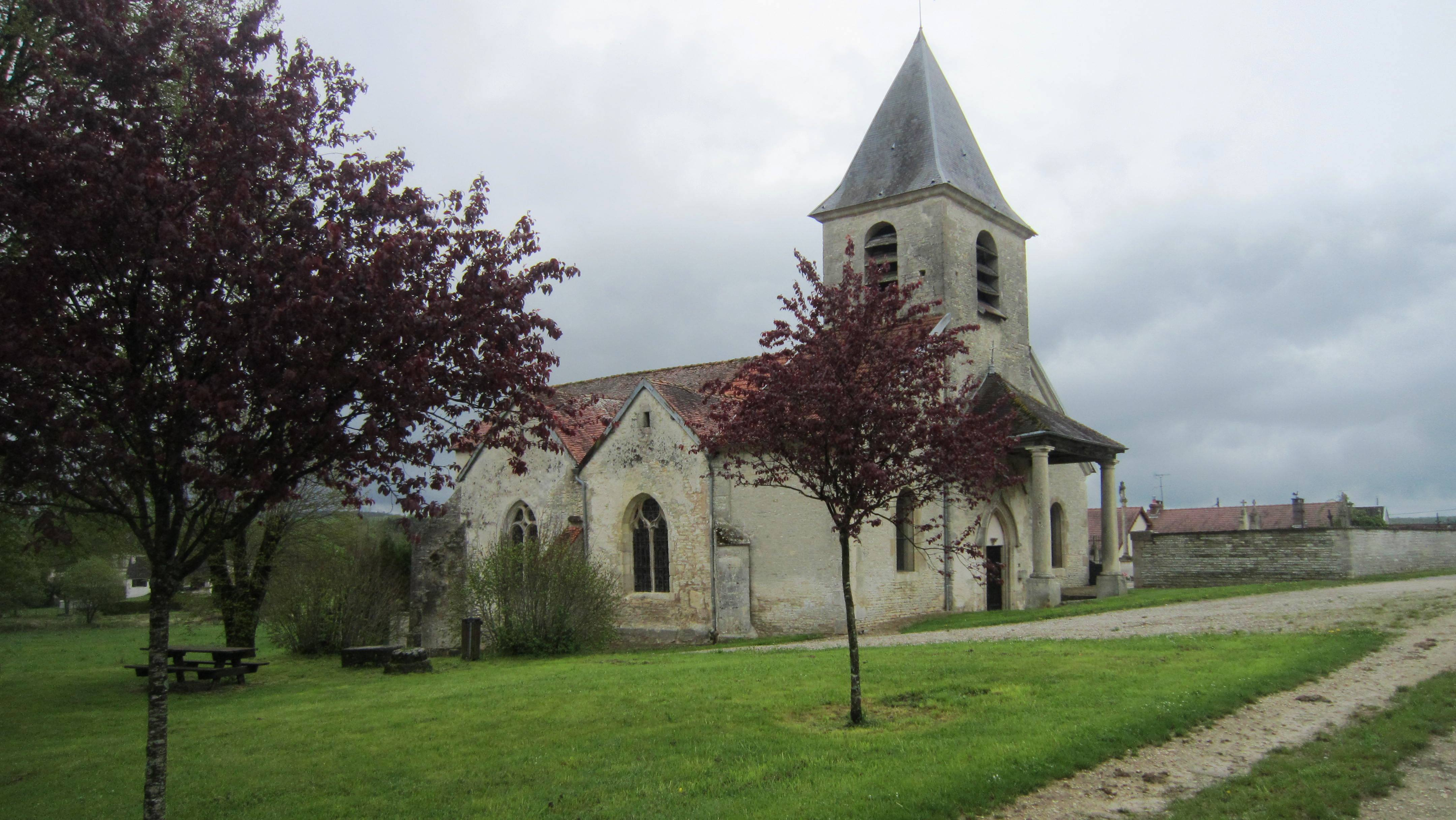
Kirche Saint-Antoine
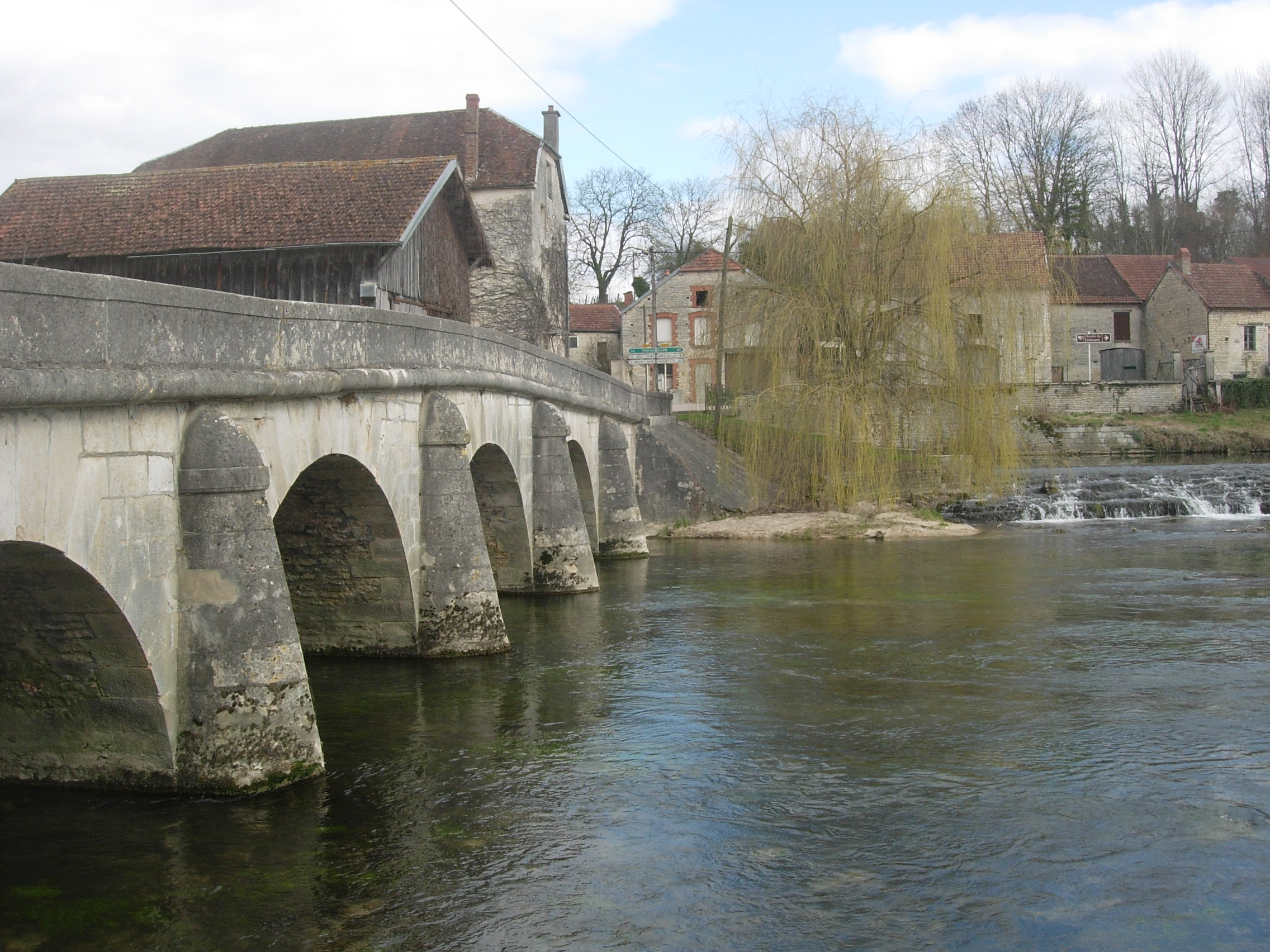
Die Seine bei Gomméville

## Weinbau
Die Reben in Gomméville liegen im Weinbaugebiet Bourgogne.